# 陈维
陈维（1980年—），浙江人，中华人民共和国当代艺术家。

## 生平
陈维于1980年生于中国浙江省，现工作生活于北京。陈维早期从事实验音乐工作，后转而进行摄影创作。陈维在许多国家地区参加过展览，除了在国内各省市参展，他的作品也在世界各地进行过展览，包括美国、加拿大、韩国等地。陈维与时尚界有不少合作，包括受杂志《男人装》和《艺术界》委托，以时装品牌为创作元素做时尚概念摄影。他也是连卡佛与《周末画报》合作举办的跨界展览“A Plus”艺术家之一。

## 荣誉
陈维获得由在线艺术杂志《燃点 Randian》评出的“已逝兔子奖”2011年度“最佳摄影艺术家”。